# Mindscape
Mindscape — международный производитель программного обеспечения, ранее часть The Learning Company. Сейчас является дочерним предприятием EA (Electronic Arts). К 2004 году, компания имела представительства в таких странах, как Франция, Великобритания, Ирландия, Германия, Нидерланды, Австралия, странах Азии и Латинской Америки. На предприятиях фирмы работает 150 человек. Mindscape производит и распространяет образовательные игры и продукты, а также видеоигры. Самыми известными из них являются: Law & Order: Criminal Intent, Horse Racing Tycoon и Lego Island.

## История компании
Mindscape начала работать как издатель программных продуктов в Чикаго. Основанная австралийцем Роджером Боуе компания издала плодотворную игру Криса Кроуфорда Balance of Power в начале 1980-х и по лицензии Lucasfilm компьютерные игры про Индиану Джонса. Также фирма выпустила инновационную игру в жанре adventure Deja Vu.
К концу десятилетия Mindscape слилась с компанией Леса Крейна The Software Toolworks, издателем игр и программных продуктов из Южной Калифорнии.
В 1990 году TST представила Miracle Piano, критически принятую программу-игрушку, которой не удалось разойтись предполагаемым тиражом.
В 1992 году Mindscape создала и выпустила изометрическую фэнтезийную ролевую игру Legend (известную как «Четыре кристала Тразира» в США) для MS-DOS, Amiga и Atari ST. Из-за успеха игры в 1993 году вышел её сиквел — Worlds of Legend: Son of the Empire для MS-DOS и Amiga.
Тогда же Software Toolworks в сотрудничестве с Origin Systems портировала Wing Commander на SNES под брендом Mindscape. Тогда Software Toolworks из последних сил держалась на плаву. Продажи от игры превысили ожидания, и доход спас компанию от банкротства (о чём свидетельствует цена акций, упавшая до 2$ за штуку и в конечном счете достигшая 12$, когда компанию продали).
В 1997 году внутренний отдел развития был закрыт. Через нераскрытую сделку с Electronic Arts UK большая часть штата и разработка игры Warhammer: Dark Omen были перемещены в офисы EA в Гилдфорде, Суррей. Игра вышла в начале 1998 года.